# Loreto, Baja California Sur
Loreto là một đô thị thuộc bang Baja California Sur, México. Năm 2005, dân số của đô thị này là 11839 người.